# Somienki
Somienki (ros. Соменки) – wieś (ros. деревня, trb. dieriewnia) w zachodniej Rosji, w osiedlu wiejskim Ponizowskoje rejonu rudniańskiego w obwodzie smoleńskim.

## Geografia
Miejscowość położona jest 1,5 km od granicy z Białorusią, 4 km od drogi regionalnej 66K-30 (Diemidow – Ponizowje – Zaozierje), 15 km od centrum administracyjnego osiedla wiejskiego (sieło Ponizowje), 22,5 km od centrum administracyjnego rejonu (Rudnia), 76 km od Smoleńska.

## Historia
W czasie II wojny światowej od lipca 1941 roku wieś była okupowana przez hitlerowców. Wyzwolenie nastąpiło w październiku 1943 roku.
Uchwałą z dnia 20 grudnia 2018 roku w skład jednostki administracyjnej Ponizowskoje weszły wszystkie miejscowości zlikwidowanego osiedla wiejskiego Klarinowskoje (w tym Somienki).

## Demografia
W 2010 r. miejscowości nikt nie zamieszkiwał.